# Malevolence (gruppo musicale)
I Malevolence sono un gruppo musicale britannico formatosi a Sheffield nel 2010.

## Storia
I chitarristi Josh Baines e Konan Hall iniziano a suonare insieme e a esibirsi nei pressi di Sheffield, in South Yorkshire, nel 2014, quando ancora avevano 12 anni. Formano i Malevolence nel 2010 con il cantante Alex Taylor, e pubblicano il loro primo demo l'anno successivo, quando alla formazione si aggiungono anche il bassista Wilkie Robinson e il batterista Charlie Thorpe. Nel giugno 2013 firmano un contratto discografico con la Siege of Amida Records, sussidiaria della Century Media, per la pubblicazione internazionale dei loro album. Il loro album di debutto, Reign of Suffering, viene pubblicato il 23 novembre dello stesso anno. Nei mesi successivi partecipano come gruppo spalla ai tour europei degli Obey the Brave e dei Dying Fetus, e sbarcano negli Stati Uniti nel 2016 con Kublai Khan e Jesus Piece. Pubblicano il loro secondo album in studio, Self Supremacy, il 19 maggio 2017 tramite la Beatdown Hardwear Records, che viene supportato dal loro primo tour da headliner in Europa. Partecipano al Download Festival nel 2018, e l'anno successivo lanciano la loro etichetta, la MLVLTD. Nel 2020 partecipano all'Invasion Festival a Sydney e pubblicano l'EP The Other Side. Nel 2022 pubblicano tramite la loro etichetta e la Nuclear Blast il loro terzo album in studio, Malicious Intent.

## Formazione
- Alex Taylor – voce (2010-presente)
- Konan Hall – chitarra, voce (2010-presente)
- Josh Baines – chitarra (2010-presente)
- Wilkie Robinson – basso (2011-presente)
- Charlie Thorpe – batteria (2011-presente)

## Discografia

### Album in studio
- 2015 – Reign of Suffering
- 2017 – Self Supremacy
- 2022 – Malicious Intent

### EP
- 2020 – The Other Side

### Demo
- 2011 – Demo 2011